# Christina Voß
Christina Voß, geb. Lange (* 7. Juli 1952 in Perleberg) ist eine ehemalige deutsche Handballspielerin.

## Leben und Karriere
Mit ihren Eltern zog sie früh nach Weisen. In Wittenberge spielte bis zur zehnten Klasse bei der BSG Lokomotive Wittenberge Handball. Sie wurde zur Sportschule nach Rostock delegiert. Die 1,62 Meter große und 58 Kilogramm schwere Christina Voß spielte dann für den SC Empor Rostock.
Mit der DDR-Auswahl gewann sie bei den Olympischen Spielen 1976 in Montreal Silber, wofür sie den Vaterländischen Verdienstorden in Bronze erhielt. 1975 wurde sie mit dieser Mannschaft Weltmeisterin. Sie bestritt 79 Länderspiele.